# Parque nacional Noosa
Noosa es un parque nacional en Queensland (Australia), ubicado a 121 km al norte de Brisbane.
Los últimos aborígenes originarios de Noosa fueron el pueblo Gubbi Gubbi. Se piensa que el nombre Noosa proviene de una palabra aborigen que significa "sombra". 
El parque es una zona costera rocosa cerca de Brisbane. Es uno de los parques más pintorescos de Australia, con bosques abiertos, pinos kauri y hoop cerca de pequeñas zonas de selva tropical.
El parque incluye partes del Lago Weyba, lago salado en el sistema del río Noosa, y tierras bajas costeras que se extienden hacia el Sur hasta cerca de Coolum.